# Cissa
Cissa Boie, 1826 è un genere di uccelli passeriformi appartenente alla famiglia Corvidae.

## Etimologia
Il nome scientifico del genere, Cissa, deriva dal nome di una delle Pieridi, mitiche fanciulle che osarono sfidare le Muse in una gara di canto, venendo sconfitte e punite con la trasformazione in gazze.

## Descrizione

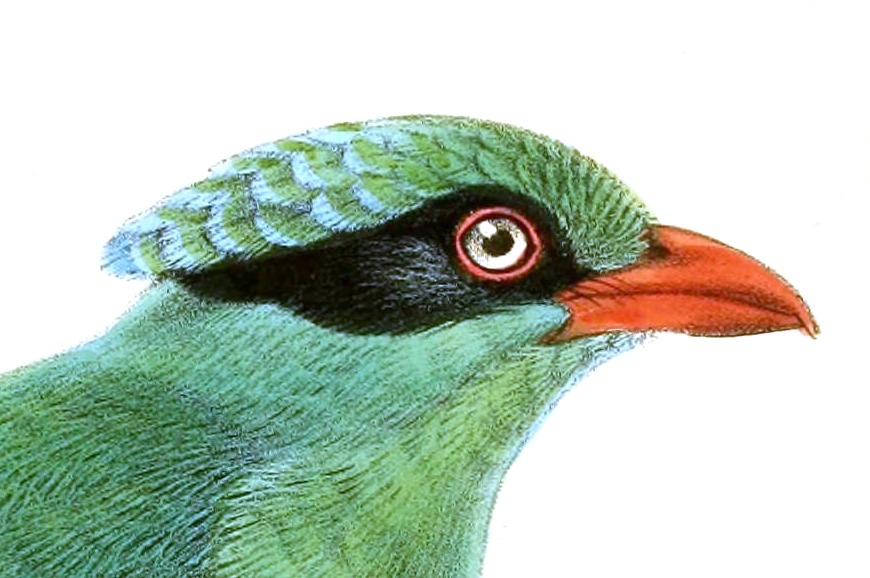
Testa di C. jefferyi.

Si tratta di uccelletti di dimensioni medio-piccole (31-39 cm), dall'aspetto arrotondato e massiccio, muniti di testa allungata e arrotondata con grandi occhi e forte becco conico e allungato, ali digitate, lunga coda (quanto il corpo o poco meno) e forti zampe: nel complesso, le gazze verdi ricordano non poco le altre gazze nella fisionomia, sebbene soprattutto la conformazione della testa ricordi quella delle ghiandaie marine.
Il piumaggio è dominato dai toni del verde erba, con tendenza a schiarirsi divenendo giallino su aree più o meno estese di petto e ventre: le ali sono marroni ed il sottocoda è bianco. Il becco è di color rosso corallo in tutte le specie, le quali presentano inoltre una caratteristica mascherina facciale nera la cui estensione è differente a seconda della specie presa in considerazione.

Il verde della livrea delle gazze verdi è dato dalla luteina, reperita mediante l'alimentazione: i giovani che ancora devono effettuare la prima muta (nonché gli adulti non nutriti in maniera consona) sono invece di colore azzurro.

## Biologia
Le gazze verdi sono uccelli molto simili nel comportamento alle gazze e alle ghiandaie nostrane: rigidamente monogame, esse tendono a vivere in coppie e a spostarsi durante il giorno, mantenendosi fra il suolo, il sottobosco e i rami degli alberi, alla ricerca di cibo (rappresentato in massima parte da invertebrati), rivelandosi molto garrule e chiassose, seppur timide, e rifugiandosi nel folto della vegetazione sul far della sera.

## Distribuzione e habitat
Il genere è diffuso in Sud-est asiatico, con le varie specie che abitano la foresta pluviale pedemontana e montana di un areale che si estende dalle pendici meridionali dell'Himalaya ad Hainan, a sud fino alle grandi Isole della Sonda (esclusa Sulawesi), nelle quali non mancano gli endemismi.

## Tassonomia

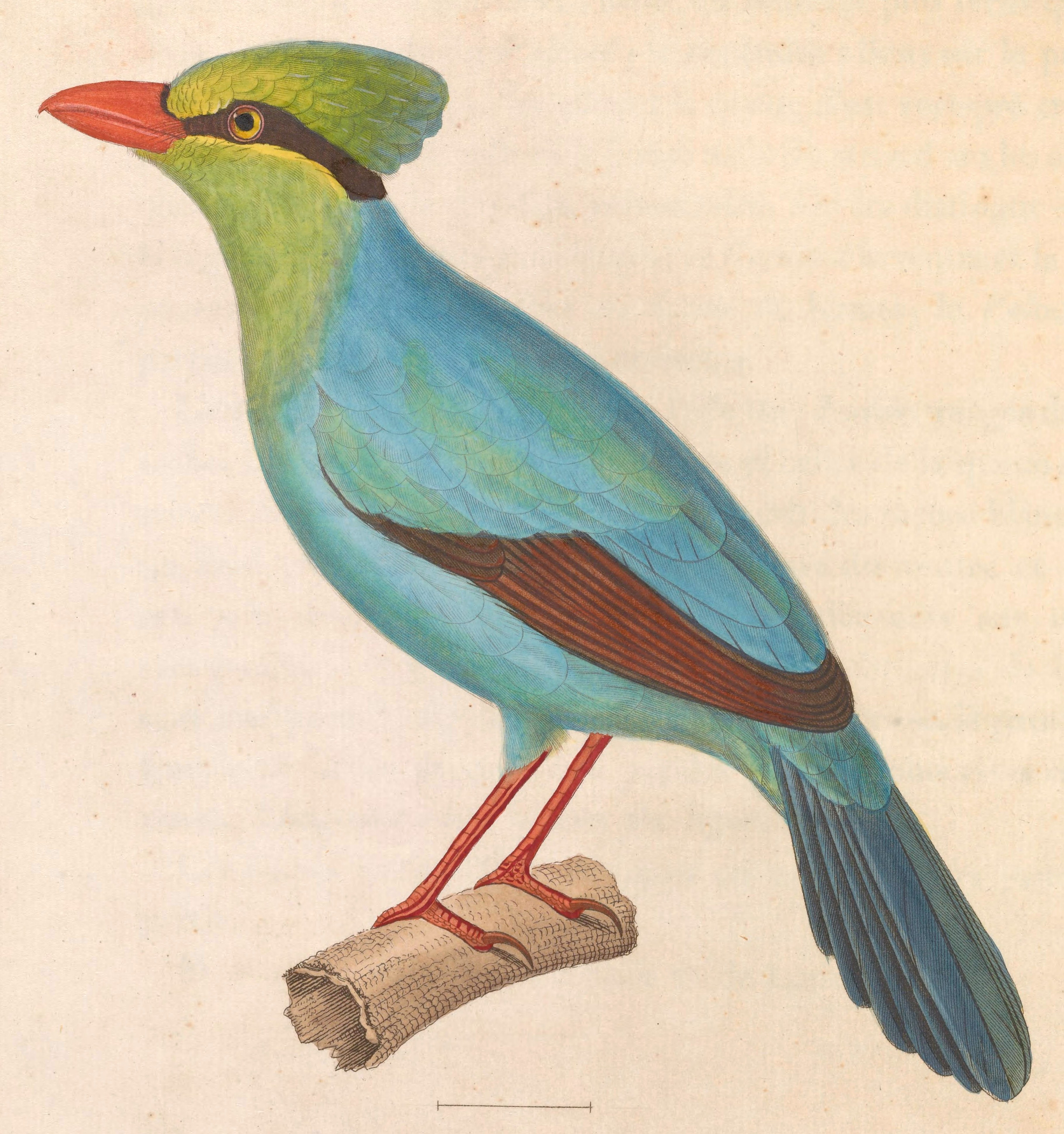
C. thalassina.

Al genere vengono ascritte 4 specie:
- Cissa chinensis (Boddaert, 1783) - Gazza verde
- Cissa hypoleuca Salvadori & Giglioli, 1885 - Gazza pettogiallo
- Cissa thalassina (Temminck, 1826) - Gazza codacorta
- Cissa jefferyi Sharpe, 1888 - Gazza verde del Borneo

In passato, la gazza codacorta e la gazza verde del Borneo sono state considerate conspecifiche, mentre attualmente si tende a considerarle due specie a sé stanti.
Nell'ambito della famiglia dei corvidi, il genere Cissa forma un clade a sé stante con Urocissa, assimilabile al rango di sottofamiglia.